# تپه قاوور قلعه
تپه قاوور قلعه در شهرستان تفرش، بخش مرکز ی، دهستان بازرجان، روستای زرجین واقع شده و این اثر در تاریخ ۱۸ اسفند ۱۳۸۷ با شمارهٔ ثبت ۲۵۰۴۰ به‌عنوان یکی از آثار ملی ایران به ثبت رسیده‌است.